# Cratere Laomedon
Laomedon è un cratere sulla superficie di Ganimede.